# العلاقات البيلاروسية الكوبية
العلاقات البيلاروسية الكوبية هي العلاقات الثنائية التي تجمع بين روسيا البيضاء وكوبا.

## مقارنة بين البلدين
هذه مقارنة عامة ومرجعية للدولتين:
| وجه المقارنة                                              | روسيا البيضاء                    | كوبا                              |
| --------------------------------------------------------- | -------------------------------- | --------------------------------- |
| المساحة (كم2)                                             | 207.60 ألف                       | 109.88 ألف                        |
| عدد السكان (نسمة)                                         | 9.50 مليون                       | 11.48 مليون                       |
| الكثافة السكانية (ن./كم²)                                 | 45.76                            | 104.48                            |
| العاصمة                                                   | مينسك                            | هافانا                            |
| اللغة الرسمية                                             | اللغة البيلاروسية، اللغة الروسية | اللغة الإسبانية                   |
| العملة                                                    | روبل بلاروسي                     | بيزو كوبي، بيزو كوبي قابل للتحويل |
| الناتج المحلي الإجمالي (بليون دولار)                      | 54.44 مليار                      | 87.13 مليار                       |
| الناتج المحلي الإجمالي (تعادل القوة الشرائية) بليون دولار | 168.35 مليار                     |                                   |
| الناتج المحلي الإجمالي الاسمي للفرد دولار أمريكي          | 5.74 ألف                         |                                   |
| الناتج المحلي الإجمالي للفرد دولار أمريكي                 | 18.18 ألف                        |                                   |
| مؤشر التنمية البشرية                                      | 0.798                            | 0.769                             |
| رمز المكالمات الدولي                                      | +375                             | +53                               |
| رمز الإنترنت                                              | .by، .бел                        | .cu                               |
| المنطقة الزمنية                                           | ت ع م+03:00                      | 00                                |

## مدن متوأمة
في ما يلي قائمة باتفاقيات التوأمة بين مدن بيلاروسية وكوبية:
- ترتبط مينسك مع هافانا باتفاقية توأمة منذ 1997.[16][16]

## منظمات دولية مشتركة
يشترك البلدان في عضوية مجموعة من المنظمات الدولية، منها:
| علم المنظمة | اسم المنظمة                   | تاريخ انضمام روسيا البيضاء | تاريخ انضمام كوبا |
| ----------- | ----------------------------- | -------------------------- | ----------------- |
|             | الاتحاد البريدي العالمي       | ?                          | ?                 |
|             | الاتحاد الدولي للاتصالات      | 7 مايو 1947                | 16 يناير 1918     |
|             | منظمة حظر الأسلحة الكيميائية  | ?                          | ?                 |
|             | الأمم المتحدة                 | 24 أكتوبر 1945             | 24 أكتوبر 1945    |
|             | منظمة الشرطة الجنائية الدولية | ?                          | ?                 |
|             | يونسكو                        | 12 مايو 1954               | 29 أغسطس 1947     |

## وصلات خارجية
- موقع وزارة الخارجية البيلاروسية
- موقع وزارة الخارجية الكوبية